# Pale Music International
Pale Music International ist ein deutsch-britisches Musiklabel und Musikverlag mit Sitz in Berlin-Kreuzberg.

## Geschichte
Pale Music wurde 2000 von Steve Morell gegründet. Morell wollte mit seiner Plattenfirma moderner Undergroundmusik eine neue Plattform geben. 2003 rief Morell die Veranstaltungsreihe Berlin Insane ins Leben. Die Veranstaltung wird von Musikkritikern als neuzeitliche Weiterführung des, in den achtziger Jahren zu Ruhm erlangten, Berlin Atonal-Festivals gesehen. Im Jahr 2005 gründete Pale Music seinen Editionsverlag „Edition Pale Music Int.“, welcher 2008 in den Namen „Edition BLASS Music“ geändert wurde und eine Kooperation mit dem Musikverlag Freibank darstellt. Im Jahre 2009 begann Pale Music Int. auch internationale Vertriebsarbeit und agiert seit 2009 als Vertrieb und Label.

## Ausrichtung und Künstler
Die Musikrichtung ist bevorzugt Elektro, Avantgarde und Rock.

### Aktuell
Künstler, die die Plattenfirma vertritt, sind u. a. folgende Gruppen, Musiker und Musikerinnen:
- Boy From Brazil
- DJ Wool (The Glass)
- Goldfish
- Grizzly
- Informer
- Italoporno
- Kill the Dandies
- Liquidated Error
- Moimir Papalescu & The Nihilists
- Mona Mur & En Esch
- Monica Pokorná
- N. U. Unruh
- Neonman
- Punx Soundcheck feat. Marc Almond
- Punx Soundcheck feat. Steve Strange
- Ragnar
- Steve Morell
- The Scandals
- The Scandals feat. Eric D. Clark
- The Unkindness of Ravens
- Van Ravenschot

### Ehemalige
- Ascii Disko
- Film2
- Glamour to Kill
- Kook feat. Roxxy Bione
- Mignon
- Namosh

### Kollaborationen
Außerdem arbeitet/arbeitete das Label zusammen mit:
- 1234 Records / London
- Einstürzende Neubauten
- Glamour to Kill
- Gigolo Records
- Malaria!
- Miss Yetti
- Renegade Soundwave
- S-Express
- Sean McLusky
- Terranova
- Warren Suicide
- Whitey
- Wolfgang Press

## Veröffentlichungen 2001–2010
- Pale 046 – Berlin Insane V (Sommer 2010), 2xCD LP Digipack and Download (UPCA 881005077224)
- Pale 045 – N. U. Unruh – Klaviermusik (Frühling 2010), CD LP Album Digipack and Download (UPCA 881005077125)
- Pale 044 – Van Ravenshot (Winter 2009), CD-Album / Download (UPCA 881005077026)
- Pale 043 – Steve Morell and Monica Pokorná – Lady Pheres (Februar 2010), 12” Single Vinyl and Download (UPCA 881005076920)
- Pale 042 – Steve Morell – The Life & Death of Jimmy Pheres & His Rise from the Underworld (April 2010), 12″ LP Gatefold Vinyl & CD LP Digipack and Download (UPCA 881005076821)
- Pale 041 – Informer – Black Propaganda (Frühling 2010), CD LP Jewel Case and Download (UPCA 881005076722)
- Pale 040 – Liquidated Error – We Want to Believe (Autumn 2009), Download Only (UPCA 881005076623)
- Pale 039 – Liquidated Error / Ragnar – Split Release (Autumn 2009), Download Only (UPCA 881005076524)
- Pale 038 – Kill the Dandies – I Want It (Frühling 2010), 7″ Single Vinyl and Download (UPCA 881005076425)
- Pale 037 – Various – The Early Years (Frühling 2010), Download Only (UPCA 881005076326)
- Pale 036 – Mona Mur & En Esch – Candy Cane (Januar 2010), Download Only (UPCA 881005076227)
- Pale 035 – Mamasweed – Pale House Rock (Summer 2010), Download Only (UPCA 881005076128)
- Pale 034 – Steve Morell – Floating over the Abyss of an Unknown Wasteland (Frühling 2010), Single Vinyl and Download (UPCA 881005076029)
- Pale 033 – Italoporno – Sternfahrt zum Uranus (Summer 2009), Download Only (UPCA 881005075923)
- Pale 032 – Mona Mur & En Esch – 120 Tage The Fine Art of Beauty and Violence (2009), CD LP Jewel Case and Download (UPCA 885351050429)
- Pale 031 – Steve Morell – Loneliness (Januar 2010), 12″ Single Vinyl and Download (UPCA 881005075824)
- Pale 030 – DJ Wool – Gangsters & Models (2008), Download & 12″ Single Vinyl in 2009
- Pale 029 – Neonman – Knights of Error (2008), CD LP Jewel Case and Download (UPCA 88535105032)
- Pale 028 – Punx Soundcheck – Best of Cosmic Punx (2008), only online release
- Pale 027 – Boy from Brazil – L’Amour Le Sexe La Drogue La Mort (2008), 12″ Single Vinyl and Download (UPCA 88535105016)
- Pale 026 – Punx Soundcheck – Black & Gold (2008), 2x12″ LP Vinyl and Download (UPCA 88535105001)
- Pale 025 – Punx Soundcheck – The Legends EP (2008), 2″ Single and Download (UPCA 661956932762)
- Pale 024 – Eric D. Clark & The Scandals – Summer Cruising EP (2007), 12″ Single Vinyl and Download (UPCA 661956932663)
- Pale 023 – Grizzly – Dich (2007), 12″ Single Vinyl and Download (UPCA 661956932564)
- Pale 022 – Ascii Disko – MDMA (2007), 12″ Single Vinyl and Download (UPCA 661956932465)
- Pale 021 – Goldfish – Coming Home (2007), CD LP Digipack and Download (UPCA 661956932823)
- Pale 020 – The Scandals – Cut Outs, Patchworks and Rip Offs (2007), CD LP Jewel case and Download (UPCA 661956932328)
- Pale 019 – Punx Soundcheck feat. Steve Strange – In the Dark Remixes (2008), 12″ Single Vinyl and Download (UPCA 661956932267)
- Pale 018 – Various – Berlin Insane IV (2006), 2xCD LP Digipack and Download (UPCA 661956707322)
- Pale 017 – The Scandals – My Life Nightlife (2006), 12″ Single Vinyl and Download (UPCA 661956610769)
- Pale 016 – Neonman – Gift of the Gab Remixes (2006), 12″ Single Vinyl and Download (UPCA 661956610660)
- Pale 015 – Punx Soundcheck – When Machines Ruled the World (2006), 2xCD LP Jewel Case and Download (UPCA 661956610523)
- Pale 014 – Neonman – Gift of the Gab(2008), CD LP Digipack and Download (UPCA 807297069426)
- Pale 012 – Punx Soundcheck feat. Marc Almond – Berlin Moon (2005), 2x12″ Maxi Vinyl & CD Single and Download (UPCA 807297069525)
- Pale 011 – Various – Berlin Insane III (2006), 2xCD LP Digipack and Download (UPCA 807297069327)
- Pale 010 – Moimir Papalescu & The Nihilists – Summer Deviation (2005), 12″ Maxi Vinyl and Download (EAN 4014235230374)
- Pale 009 – Moimir Papalescu & The Nihilists – Analogue Voodoo (2005), CD LP Jewel Case and Download (EAN 8594056290123)
- Pale 008 – Kook feat. Roxy Bione – Phantom Hitchhiker EP (2004), 12″ EP Vinyl and Download (EAN 4014235230329)
- Pale 007 – Film2 – La Nouvelle Vague Experience (2004), 12″ LP Vinyl & CD LP Digipack and Download (EAN 4014235230336)
- Pale 006 – Various – Berlin Insane II (2004), 2xCD LP Digipack and Download (EAN 4014235434628)
- Pale 005 – Mignon – Bad Girl EP (2004), 12″ EP Vinyl and Download (EAN 4260073719049)
- Pale 004 – Glamour to Kill – Rock'n'Roll Makes Me Sexy (2004), 12″ EP Vinyl and Download (EAN 4260073719032)
- Pale 003 – Namosh – Namosh E/LP (2004), 12″ EP Vinyl and Download (EAN 4260073719025)
- Pale 002 – Various – Berlin Insane I (2003), CD LP and Download (EAN 4260073719018)
- Pale 001 – Psychomania – Enter the World of Pale Music (2001), 12″ LP Vinyl & Download (EAN 4260073719001)